# پروانه ام‌آی‌تی
پروانه ام‌آی‌تی (به انگلیسی: MIT License) یک پروانه نرم‌افزاری آزاد آسان‌گیر، نوشته شده توسط موسسه فناوری ماساچوست (MIT) است. به عنوان یک پروانه آسان‌گیر، تنها محدودیت نه چندان مهم آن در استفاده مجدد است و سازگاری بسیار خوبی در قسمت‌های مختلف توسعه یک نرم‌افزار دارد. پروانه ام‌آی‌تی به نرم‌افزار اجازه می‌دهد که مجدداً در یک نرم‌افزار اختصاصی با مجوز غیر ام‌آی‌تی استفاده شود به شرط آنکه در تمامی نسخه‌های نرم‌افزار اختصاصی، سند شرایط استفاده پروانه ام‌آی‌تی وجود داشته باشد. این مجوز همچنین با مجوزهای کپی‌لفت از جمله پروانه عمومی همگانی گنو (جی‌پی‌ال) سازگار می‌باشد بدین معنی که ام‌آی‌تی اجازه ترکیب و توسعه با نرم‌افزارهای تولید شده با مجوز جی‌پی‌ال را می‌دهد و نه دیگر مجوزها.
از سال ۲۰۱۵، پیش از هر نوع پروانه نرم‌افزاری از خانواده جی‌پی‌ال و دیگر پروانه‌های آزاد و متن‌باز، پروانه ام‌آی‌تی محبوب‌ترین پروانه نرم‌افزاری بوده‌است.
قابل ذکرترین پروژه‌هایی که بر مبنای پروانه ام‌آی‌تی توسعه پیدا کرده‌اند می‌توان به روبی آن ریلز، نود.جی‌اس، جی‌کوئری، سامانه پنجره اکس، انگولارجی‌اس اشاره کرد.

## شرایط پروانه
در حالت معمول پروانه ام‌آی‌تی (تعریف شده در وب‌سایت Open Source) به شکل زیر تعریف می‌شود:
```
The MIT License (MIT)
Copyright (c) <year> <copyright holders>

Permission is hereby granted, free of charge, to any person obtaining a copy of this software and associated documentation files (the "Software"), to deal in the Software without restriction, including without limitation the rights to use, copy, modify, merge, publish, distribute, sublicense, and/or sell copies of the Software, and to permit persons to whom the Software is furnished to do so, subject to the following conditions:

The above copyright notice and this permission notice shall be included in all copies or substantial portions of the Software.

THE SOFTWARE IS PROVIDED "AS IS", WITHOUT WARRANTY OF ANY KIND, EXPRESS OR IMPLIED, INCLUDING BUT NOT LIMITED TO THE WARRANTIES OF MERCHANTABILITY, FITNESS FOR A PARTICULAR PURPOSE AND NONINFRINGEMENT. IN NO EVENT SHALL THE AUTHORS OR COPYRIGHT HOLDERS BE LIABLE FOR ANY CLAIM, DAMAGES OR OTHER LIABILITY, WHETHER IN AN ACTION OF CONTRACT, TORT OR OTHERWISE, ARISING FROM, OUT OF OR IN CONNECTION WITH THE SOFTWARE OR THE USE OR OTHER DEALINGS IN THE SOFTWARE.

```